# Vasile Radu (scriitor)
Vasile Radu (n. 18 septembrie 1952, comuna Ciocănești, județul Călărași) este un scriitor român. Trăiește în orașul Slobozia, județul Ialomița. A absolvit Facultatea de Istorie în anul 1975, la Universitatea „Alexandru Ioan Cuza” din Iași. 
În anul 1981, a câștigat concursul de debut organizat de Editura Eminescu, la secțiunea proză, cu romanul Victorie minus unu, apărut în 1982. Pentru acest roman a primit premiul de debut al Uniunii Scriitorilor din România. În 1984, Vasile Radu a publicat romanul Fratele meu, Abel. În anul 1986, a depus la aceeași editură povestirea Să povestească Gabriel, care a fost respinsă de cenzură. Aceasta a apărut în anul 1991 în volumul de povestiri Omul cu lupa. 
Vasile Radu a mai publicat romanele: Oameni fără scăpare, Felix în valea umbrei morții, Raiul pe pământ și Noaptea dihorului.

## Opera
- Victorie minus unu, roman, Editura Eminescu, 1982;
- Fratele meu, Abel, roman, Editura Eminescu, 1984;
- Omul cu lupa, povestiri, Editura Eminescu, 1991;
- Oameni fără scăpare, roman, Editura Vremea, 2010;
- Felix în valea umbrei morții, roman, Editura Vremea, 2011;
- Raiul pe pământ, roman, Editura Vremea, 2012;
- Noaptea dihorului, roman, Editura Vremea, 2014.

## Studii
Vasile Radu a urmat școala generală în comuna Ciocănești, jud. Călărași. În 1971, a absolvit liceul teoretic, secția umanistă, în Călărași. Apoi, a studiat istoria la Universitatea Al I. Cuza din Iași, după care a predat această disciplină, ca profesor, în școli din județul Iași și în județul Ialomița.